# Back in the Day
Back in the Day – singel amerykańskiej raperki Missy Elliott, pochodzący z albumu Under Construction. Utwór zajął 86. miejsce na liście najlepszych utworów R&B i Hip-Hop Billboardu.